# Orbital atòmic

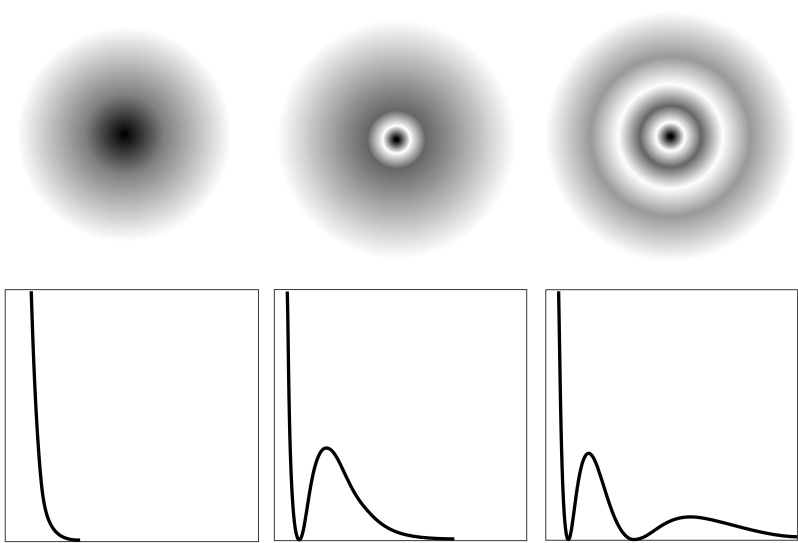
Representació dels orbitals 1s, 2s i 3s en funció del radi en una dimensió (a baix) i en dues dimensions (a dalt).

Un orbital atòmic és cadascuna de les funcions d'ona, solució de l'equació de Schrödinger, que descriuen l’estat estacionari d’un electró que forma part d’un àtom. Per obtenir informació de les variables de l'electró (posició, quantitat de moviment, energia…), anomenades observables en mecànica quàntica, s'han de realitzar una sèrie d'operacions matemàtiques, anomenades operadors. Així, per obtenir l'energia de l'electró s'ha d'aplicar l'operador hamiltonià. Per exemple la funció d'ona {\displaystyle \psi } de l'orbital de més baixa energia, ocupat a tots els àtoms, i anomenat 1s, és:
{\displaystyle \psi _{1s}=2\cdot Z^{3/2}\cdot e^{-\rho /2}\cdot (1/4\pi )^{1/2}}on:
- {\displaystyle Z}, càrrega elèctrica positiva del nucli atòmic (càrrega nuclear efectiva per a orbitals superiors, que és la càrrega nuclear menys l'apantallament dels electrons interns),
- {\displaystyle e=2,71828...}
- {\displaystyle \rho =2Zr/na_{0}}, on:
  - {\displaystyle r}, el radi,
  - {\displaystyle n} és el nombre quàntic principal ({\displaystyle n=1,2,3...}), i
  - {\displaystyle a_{0}} és el radi de Bohr, que val 52,9 pm.[3]

## Història

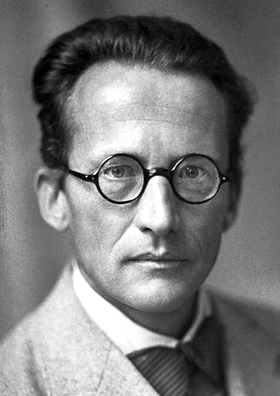
Erwin Schrödinger el 1933 quan rebé el Premi Nobel de Física per la seva contribució a la teoria atòmica.

Malgrat l'èxit inicial del model atòmic de Bohr, que explicava la no emissió d'energia dels electrons en el seu moviment entorn del nucli atòmic i explicava perfectament els espectres atòmics, no pogué ser estès a àtoms amb més d'un electró. A partir del descobriment de la dualitat ona-corpuscle el físic austríac Erwin Schrödinger (1887-1961) proposà el 1926 un nou model mecano-quàntic considerant l'electró com una ona. En un àtom els electrons poden tenir funcions d'ona que siguin solucions de l'anomenada equació de Schrödinger, la resolució de la qual dona lloc a famílies de solucions, anomenades orbitals atòmics, que venen determinades per una sèrie de nombres quàntics.
Per a un sistema quàntic general l'equació de Schrödinger és:{\displaystyle i\hbar {\partial \Psi (\mathbf {r} ,\,t) \over \partial t}={\hat {H}}\Psi (\mathbf {r} ,\,t)}on:
- {\displaystyle \Psi (\mathbf {r} ,\,t)} és la funció d'ona, que determina l'amplitud de probabilitat per a diferents espais de configuració del sistema,
- {\displaystyle i={\sqrt {-1}}},
- {\displaystyle \hbar } és la constant de Planck reduïda ({\textstyle \hbar =h/2\pi }) que pot ser igualada a la unitat quan s'utilitzen unitats naturals,
- {\displaystyle {\hat {H}}} és l'operador lineal Hamiltonià del sistema que, aplicat a la funció d'ona, proporciona l'energia del sistema (el primer terme proporciona l'energia cinètica i el segon l'energia potencial elèctrica):[5]

{\displaystyle H=-{\frac {\hbar ^{2}}{2m}}{\biggl (}{\partial ^{2} \over \partial x^{2}}+{\partial ^{2} \over \partial y^{2}}+{\partial ^{2} \over \partial z^{2}}{\biggr )}+V(x,y,z)=-{\frac {\hbar ^{2}}{2m}}\nabla ^{2}+V(x,y,z)}on:
- {\displaystyle m} és la massa de l'electró,
- {\displaystyle V(x,y,z)} és l'energia potencial elèctrica de l'electró dins del camp elèctric creat pel nucli atòmic al seu voltant,
- {\displaystyle \nabla ^{2}} és l'operador laplacià.[5]

## Els orbitals
En el cas de l'àtom d'hidrogen, Schrödinger pogué resoldre l'equació anterior de manera exacta, trobant que les funcions d'ona són determinades pels valors de quatre nombres quàntics {\displaystyle n}, {\displaystyle l}, {\displaystyle m_{l}} i {\displaystyle m_{s}}.
| Nombre quàntic        | Nom                  | Valors possibles | Significat en l'orbital           |
| --------------------- | -------------------- | ---------------- | --------------------------------- |
| {\displaystyle n}     | Principal            | 1,2,3,...        | Nivell energètic i mida           |
| {\displaystyle l}     | Secundari o azimutal | 0,... (n – 1)    | Subnivell energètic i forma       |
| {\displaystyle m_{l}} | Magnètic             | -l,...,0,...,+l  | Orientació a l'espai              |
| {\displaystyle m_{s}} | D'espín              | -1/2 o +1/2      | Comportament d'imant de l'electró |

El valor del nombre quàntic {\displaystyle n} (nombre quàntic principal, pren valors 1,2,3…) defineix la grandària de l'orbital. Com més gran sigui {\displaystyle n}, major serà el volum on es podrà trobar l'electró. També és el que té major influència en l'energia de l'orbital.

El valor del nombre quàntic {\displaystyle l}, nombre quàntic del moment angular, indica la forma de l'orbital, el moment angular i una part de l'energia de l'electró. El moment angular és expressat per l'equació següent: 
La notació (procedent de l'espectroscòpia) és la següent:
- Per a l = 0, orbitals s
- Per a l = 1, orbitals p
- Per a l = 2, orbitals d
- Per a l = 3, orbitals f, seguint-se, per a valors de l majors, l'ordre alfabètic. El valor de ml (nombre quàntic magnètic) defineix l'orientació espacial de l'orbital davant d'un camp magnètic extern. Per a la projecció del moment angular enfront del camp extern, es verifica amb l'equació següent:[5]

{\displaystyle L_{z}=\hbar \cdot m}
El valor del nombre quàntic magnètic {\displaystyle m_{l}} determina l'orientació de l'orbital dins l'espai. Per exemple, els orbitals p amb nombre quàntic azimutal {\displaystyle l=2} hi ha tres nombres quàntics magnètics ({\displaystyle -1,0,1}) i, per tant, tres orientacions espacials dels orbitals p.
Com que el potencial elèctric del nucli atòmic té simetria esfèrica, la funció d'ona es pot descompondre, emprant coordenades esfèriques, de la manera següent:
{\displaystyle \psi (r,\theta ,\phi )=R(r)\cdot Y(\theta ,\phi )}
on:

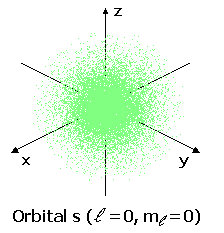
La densitat de punts és proporcional a la probabilitat de trobar l'electró en aquell lloc.

- {\displaystyle R(r)} és una funció que només depèn del radi,
- {\displaystyle Y(\theta ,\phi )} és una funció que només depèn dels angles del radi a dos dels eixos de coordenades.[6]

Per a la representació de l'orbital, s'utilitza la funció al quadrat {\displaystyle \mid \psi \mid ^{2}}, ja que aquesta és proporcional a la densitat de càrrega i, per tant, a la densitat de probabilitat, és a dir, el volum que tanca la major part de la probabilitat de trobar l'electró o, si es prefereix, el volum o regió de l'espai en què l'electró passa la major part del temps.

### Orbitals

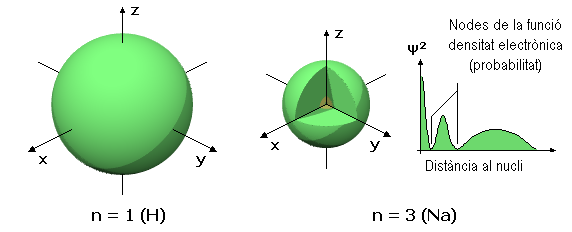

L'orbital s té simetria esfèrica al voltant del nucli atòmic. En la figura adjunta, es mostren dues formes alternatives de representar el núvol electrònic d'un orbital s: en la primera, la probabilitat de trobar l'electró (representada per la densitat de punts) disminueix a mesura que ens n'allunyem del centre; en la segona, es representa el volum esfèric en què l'electró passa la major part del temps. Principalment per la simplicitat de la representació, la segona forma és la que usualment s'utilitza. Per a valors del nombre quàntic principal majors d'1, la funció densitat electrònica presenta n – 1 nodes en què la probabilitat tendeix a zero; en aquests casos, la probabilitat de trobar l'electró es concentra a certa distància del nucli.
Les funcions d'ona dels orbitals s dels quatre primers nivells són:
| Orbital            | Funció radial                                                                                     | Funció angular                     |
| ------------------ | ------------------------------------------------------------------------------------------------- | ---------------------------------- |
| {\displaystyle 1s} | {\textstyle R_{1s}=2\cdot Z^{3/2}\cdot e^{-\rho /2}}                                              | {\textstyle Y_{s}=(1/4\pi )^{1/2}} |
| {\displaystyle 2s} | {\textstyle R_{2s}=(1/2{\sqrt {2}})\cdot (2-\rho )\cdot Z^{3/2}\cdot e^{-\rho /2}}                | {\textstyle Y_{s}=(1/4\pi )^{1/2}} |
| {\displaystyle 3s} | {\textstyle R_{3s}=(1/9{\sqrt {3}})\cdot (6-6\rho +\rho ^{2})\cdot Z^{3/2}\cdot e^{-\rho /2}}     | {\textstyle Y_{s}=(1/4\pi )^{1/2}} |
| {\displaystyle 4s} | {\textstyle R_{4s}=(1/96)\cdot (24-36\rho +12\rho ^{2}-\rho ^{3})\cdot Z^{3/2}\cdot e^{-\rho /2}} | {\textstyle Y_{s}=(1/4\pi )^{1/2}} |

on:
- {\displaystyle Z}, càrrega nuclear efectiva, que és la càrrega nuclear menys l'apantallament dels electrons interns, expressat en unitats de la càrrega elèctrica elemental, per a l'hidrogen {\displaystyle Z} = 1,
- {\displaystyle e=2,71828...}
- {\displaystyle \rho =2Zr/na_{0}}, on:
  - {\displaystyle r}, el radi,
  - {\displaystyle n}, és el nombre quàntic principal ({\displaystyle n=1,2,3...}),
  - {\displaystyle a_{0}={\frac {4\pi \varepsilon _{0}\hbar ^{2}}{m_{e}e^{2}}}} és el radi de Bohr que val 52,9 pm, i on
    - {\displaystyle \varepsilon _{0}} és la permitivitat del buit,
    - {\displaystyle \hbar =h/2\pi }, essent {\displaystyle h}, la constant de Planck,
    - {\displaystyle m_{e}}, és la massa de l'electró, i
    - {\displaystyle e}, és la càrrega elèctrica elemental.[3]

### Orbitalp

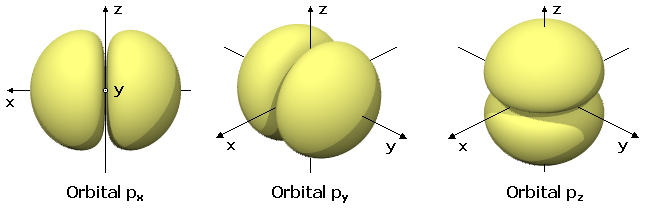
Orbitals p.

La forma geomètrica de les zones de probabilitat dels orbitals p és la de dues esferes aplatades cap al punt de contacte, el qual és el nucli atòmic, i orientades segons els eixos de coordenades x, y i z. En funció dels valors que pot prendre el tercer nombre quàntic ml (–1, 0 i 1), s'obtenen els tres orbitals p simètrics respecte als eixos x, y i z. Anàlogament, al cas anterior, els orbitals p presenten n – 2 nodes radials en la densitat electrònica, de manera que en incrementar-se el valor del nombre quàntic principal, la probabilitat de trobar l'electró s'allunya del nucli atòmic.

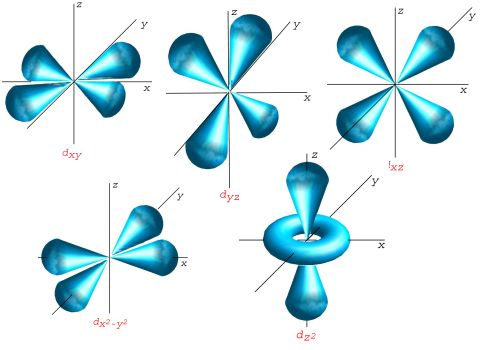
Orbitals d.

| Orbital                | Funció radial | Funció angular                                                   |
| ---------------------- | --- | ---------------------------------------------------------------- |
| {\displaystyle 2p_{x}} | {\textstyle R_{2p}=(1/2{\sqrt {6}})\cdot \rho \cdot Z^{3/2}\cdot e^{-\rho /2}}                                       | {\textstyle Y_{p_{x}}={\sqrt {3}}\cdot x/r\cdot (1/4\pi )^{1/2}} |
| {\displaystyle 3p_{x}} | {\textstyle R_{3p}=(1/9{\sqrt {6}})\cdot \rho (4-\rho )\cdot Z^{3/2}\cdot e^{-\rho /2}}                              | {\textstyle Y_{p_{x}}={\sqrt {3}}\cdot x/r\cdot (1/4\pi )^{1/2}} |
| {\displaystyle 4p_{x}} | {\textstyle R_{4p}=(1/32{\sqrt {15}})\cdot \rho (20-10\rho +\rho ^{2})\cdot Z^{3/2}\cdot e^{-\rho /2}}               | {\textstyle Y_{p_{x}}={\sqrt {3}}\cdot x/r\cdot (1/4\pi )^{1/2}} |
| {\displaystyle 5p_{x}} | {\textstyle R_{5p}=(1/150{\sqrt {30}})\cdot \rho (120-90\rho +18\rho ^{2}-\rho ^{3})\cdot Z^{3/2}\cdot e^{-\rho /2}} | {\textstyle Y_{p_{x}}={\sqrt {3}}\cdot x/r\cdot (1/4\pi )^{1/2}} |

### Orbitald
Les zones de probabilitat dels orbitals d tenen una forma més diversa. Quatre d'aquests tenen forma de quatre lòbuls de signes alternats, dos dels quals són plans nodals, en diferents orientacions de l'espai, i l'últim és un doble lòbul rodejat per un anell (un doble con nodal). Seguint la mateixa tendència, presenten n – 3 nodes radials.
| Orbital                          | Funció radial                                                                                | Funció angular                                                                                   |
| -------------------------------- | -------------------------------------------------------------------------------------------- | ------------------------------------------------------------------------------------------------ |
| {\displaystyle 3d_{z^{2}}}       | {\textstyle R_{3d}=(1/9{\sqrt {30}})\cdot \rho ^{2}\cdot Z^{3/2}\cdot e^{-\rho /2}}          | {\textstyle Y_{3d_{z^{2}}}={\sqrt {5/4}}\cdot (3z^{2}-r^{2})/r^{2}\cdot (1/4\pi )^{1/2}}         |
| {\displaystyle 3d_{yz}}          | {\textstyle R_{3d}=(1/9{\sqrt {30}})\cdot \rho ^{2}\cdot Z^{3/2}\cdot e^{-\rho /2}}          | {\textstyle Y_{3d_{yz}}={\sqrt {60/4}}\cdot {yz}/r^{2}\cdot (1/4\pi )^{1/2}}                     |
| {\displaystyle 3d_{xz}}          | {\textstyle R_{3d}=(1/9{\sqrt {30}})\cdot \rho ^{2}\cdot Z^{3/2}\cdot e^{-\rho /2}}          | {\textstyle Y_{3d_{xz}}={\sqrt {60/4}}\cdot {xz}/r^{2}\cdot (1/4\pi )^{1/2}}                     |
| {\displaystyle 3d_{xy}}          | {\textstyle R_{3d}=(1/9{\sqrt {30}})\cdot \rho ^{2}\cdot Z^{3/2}\cdot e^{-\rho /2}}          | {\textstyle Y_{3d_{xy}}={\sqrt {15/4}}\cdot {2xy}/r^{2}\cdot (1/4\pi )^{1/2}}                    |
| {\displaystyle 3d_{x^{2}-y^{2}}} | {\textstyle R_{3d}=(1/9{\sqrt {30}})\cdot \rho ^{2}\cdot Z^{3/2}\cdot e^{-\rho /2}}          | {\textstyle Y_{3d_{x^{2}-y^{2}}}={\sqrt {15/4}}\cdot {(x^{2}-y^{2})}/r^{2}\cdot (1/4\pi )^{1/2}} |
| {\displaystyle 4d_{z^{2}}}       | {\textstyle R_{4d}=(1/96{\sqrt {5}})\cdot (6-\rho )\rho ^{2}\cdot Z^{3/2}\cdot e^{-\rho /2}} | {\textstyle Y_{4d_{z^{2}}}={\sqrt {5/4}}\cdot (3z^{2}-r^{2})/r^{2}\cdot (1/4\pi )^{1/2}}         |
| {\displaystyle 4d_{yz}}          | {\textstyle R_{4d}=(1/96{\sqrt {5}})\cdot (6-\rho )\rho ^{2}\cdot Z^{3/2}\cdot e^{-\rho /2}} | {\textstyle Y_{4d_{yz}}={\sqrt {60/4}}\cdot {yz}/r^{2}\cdot (1/4\pi )^{1/2}}                     |
| {\displaystyle 4d_{xz}}          | {\textstyle R_{4d}=(1/96{\sqrt {5}})\cdot (6-\rho )\rho ^{2}\cdot Z^{3/2}\cdot e^{-\rho /2}} | {\textstyle Y_{4d_{xz}}={\sqrt {60/4}}\cdot {xz}/r^{2}\cdot (1/4\pi )^{1/2}}                     |
| {\displaystyle 4d_{xy}}          | {\textstyle R_{4d}=(1/96{\sqrt {5}})\cdot (6-\rho )\rho ^{2}\cdot Z^{3/2}\cdot e^{-\rho /2}} | {\textstyle Y_{4d_{xy}}={\sqrt {15/4}}\cdot {2xy}/r^{2}\cdot (1/4\pi )^{1/2}}                    |
| {\displaystyle 4d_{x^{2}-y^{2}}} | {\textstyle R_{4d}=(1/96{\sqrt {5}})\cdot (6-\rho )\rho ^{2}\cdot Z^{3/2}\cdot e^{-\rho /2}} | {\textstyle Y_{4d_{x^{2}-y^{2}}}={\sqrt {15/4}}\cdot {(x^{2}-y^{2})}/r^{2}\cdot (1/4\pi )^{1/2}} |

### Orbitalf

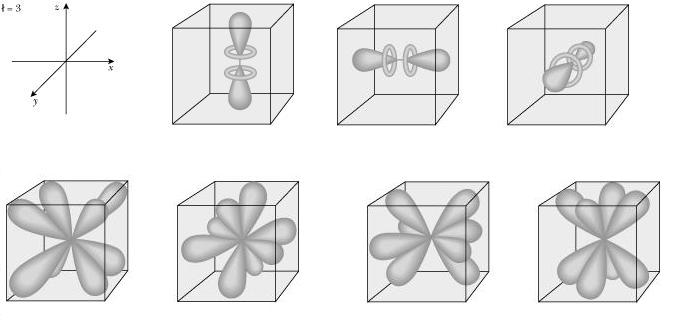
Orbitals f.

Els orbitals f tenen zones de probabilitat amb formes encara més complexes que es poden derivar d'afegir un pla nodal a les formes dels orbitals d. N'hi ha quatre que tenen vuit lòbuls i els altres tres en presenten dos més dos anells. Presenten n – 4 nodes radials.
| Orbital                             | Funció radial                                                                      | Funció angular                                                                                        |
| ----------------------------------- | ---------------------------------------------------------------------------------- | --- |
| {\displaystyle 4f_{x^{3}}}          | {\textstyle R_{4f}=1/96{\sqrt {35}}\cdot \rho ^{3}\cdot Z^{3/2}\cdot e^{-\rho /2}} | {\textstyle Y_{4f_{x^{2}}}={\sqrt {7/4}}\cdot {x(5x^{2}-3r^{2})}/r^{3}\cdot (1/4\pi )^{1/2}}          |
| {\displaystyle 4f_{y^{3}}}          | {\textstyle R_{4f}=1/96{\sqrt {35}}\cdot \rho ^{3}\cdot Z^{3/2}\cdot e^{-\rho /2}} | {\textstyle Y_{4f_{y^{2}}}={\sqrt {7/4}}\cdot {y(5y^{2}-3r^{2})}/r^{3}\cdot (1/4\pi )^{1/2}}          |
| {\displaystyle 4f_{z^{3}}}          | {\textstyle R_{4f}=1/96{\sqrt {35}}\cdot \rho ^{3}\cdot Z^{3/2}\cdot e^{-\rho /2}} | {\textstyle Y_{4f_{z^{2}}}={\sqrt {7/4}}\cdot {z(5z^{2}-3r^{2})}/r^{3}\cdot (1/4\pi )^{1/2}}          |
| {\displaystyle 4f_{y(z^{2}-x^{2})}} | {\textstyle R_{4f}=1/96{\sqrt {35}}\cdot \rho ^{3}\cdot Z^{3/2}\cdot e^{-\rho /2}} | {\textstyle Y_{4f_{y(z^{2}-x^{2})}}={\sqrt {105/4}}\cdot {y(z^{2}-x^{2})}/r^{3}\cdot (1/4\pi )^{1/2}} |
| {\displaystyle 4f_{z(x^{2}-y^{2})}} | {\textstyle R_{4f}=1/96{\sqrt {35}}\cdot \rho ^{3}\cdot Z^{3/2}\cdot e^{-\rho /2}} | {\textstyle Y_{4f_{z(x^{2}-y^{2})}}={\sqrt {105/4}}\cdot {z(x^{2}-y^{2})}/r^{3}\cdot (1/4\pi )^{1/2}} |
| {\displaystyle 4f_{x(z^{2}-y^{2})}} | {\textstyle R_{4f}=1/96{\sqrt {35}}\cdot \rho ^{3}\cdot Z^{3/2}\cdot e^{-\rho /2}} | {\textstyle Y_{4f_{x(z^{2}-y^{2})}}={\sqrt {105/4}}\cdot {x(z^{2}-y^{2})}/r^{3}\cdot (1/4\pi )^{1/2}} |
| {\displaystyle 4f_{xyz}}            | {\textstyle R_{4f}=1/96{\sqrt {35}}\cdot \rho ^{3}\cdot Z^{3/2}\cdot e^{-\rho /2}} | {\textstyle Y_{4f_{xyz}}={\sqrt {105/4}}\cdot {2xyz}/r^{3}\cdot (1/4\pi )^{1/2}}                      |